# Isaack Luttichuys

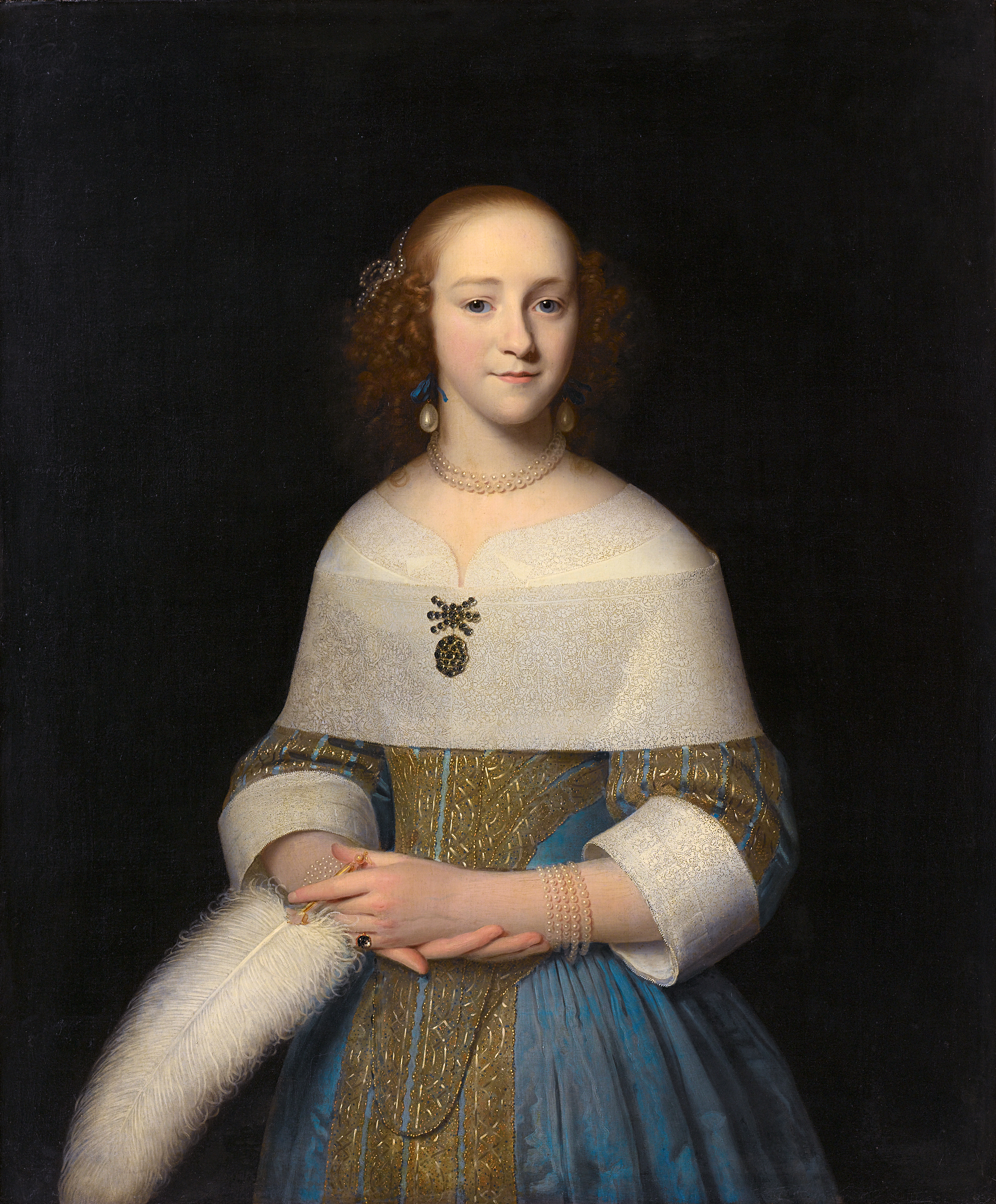
Portret van een jonge vrouw (mogelijk Susanna Reael), 1656

Isaack Luttichuys (Londen, 1616 - Amsterdam, 1673) was een Nederlands kunstschilder uit de Gouden Eeuw. Hij vervaardigde portretten en stillevens.
Luttichuys, in Londen gedoopt op 25 februari 1616, was de jongere broer van de eveneens in Londen geboren portret- en stillevenschilder Simon Luttichuys. Beide broers verhuisden op termijn naar Amsterdam. Isaack was daar in elk geval in 1638, toen hij een portret maakte van Anna Blaeu, de moeder van Pieter Corneliszoon Hooft.
Hij ging op 3 april 1643 in Amsterdam in ondertrouw met Elisabeth Adolfs Winck. In 1645 hertrouwde hij met Sara Grabey. Op 19 april 1648 werd een zoon Isaack gedoopt. Op 27 oktober 1650 werd zijn dochter Katryna gedoopt, die hij had met ene Sara Grelant.
Pieter Nason was een volgeling van de stijl van Luttichuys.
Isaack Luttichuys werd op 6 maart 1673 in Amsterdam begraven.